# Ронченьо Терме
Рончѐньо Тѐрме (на италиански: Roncegno Terme, на местен диалект: Ronzegno, Ронценьо) е малко градче и община в Северна Италия, автономна провинция Тренто, автономен регион Трентино-Южен Тирол. Разположено е на 535 m надморска височина. Населението на общината е 2818 души (към 2015 г.).